# Reichenow-mézevő
A Reichenow-mézevő (Melidectes rufocrissalis) a madarak osztályának verébalakúak (Passeriformes) rendjébe és a mézevőfélék (Meliphagidae) családjába tartozó faj.
A magyar név forrással nincs megerősítve.

## Előfordulása
Indonézia és Pápua Új-Guinea területén honos. A természetes élőhelye szubtrópusi és trópusi hegyi esőerdők, valamint erősen leromlott egykori erdők. Állandó, nem vonuló faj.

## Alfajai
- Melidectes rufocrissalis rufocrissalis (Reichenow, 1915)
- Melidectes rufocrissalis thomasi Diamond, 1969

## Megjelenése
Átlagos testtömege 72 gramm.